# Talsjik
Talsjik (ryska: Талшик) är en ort i Kazakstan.   Den ligger i oblystet Nordkazakstan, i den norra delen av landet, 270 km norr om huvudstaden Astana. Talsjik ligger 75 meter över havet och antalet invånare är 3 111.
Terrängen runt Talsjik är platt. Runt Talsjik är det mycket glesbefolkat, med 4 invånare per kvadratkilometer. Trakten runt Talsjik består i huvudsak av gräsmarker.